# 榎本保郎
榎本 保郎（えのもと やすろう、1925年5月5日 - 1977年7月27日）は、日本の牧師。アシュラム運動の普及に貢献した。「ちいろば牧師」の愛称で知られる。三浦綾子の「ちいろば先生物語」で広く知られるようになった。
配偶者はアシュラムセンター主事の榎本和子(1925-2023)。榎本栄次牧師は実弟。後宮俊夫牧師は義弟。娘は実践神学者の榎本てる子（関西学院大学准教授、1962-2018）。

## 生涯
1925年、兵庫県三原郡神代村（現南あわじ市神代）に生まれる。1938年に旧制洲本中学校に入学する。少年時代は軍国少年だった。1944年に徴兵検査を受け、満州に出征する。1945年満州で敗戦を迎える。帰国後、敗戦の喪失の中で虚無感に陥っていた。地元の教会に通い始めて、1947年キリスト教の信仰を持つ。1948年同志社高等学校に入学し、1949年に同志社大学神学部に入学する。同社大学時代神学部の教授のマクナイトより薫陶を受ける。神学生時代に京都世光教会と保育園を設立する(尚、元フォーククルセイダーズの端田宣彦は同教会にて榎本より受洗してクリスチャンになった。)。
1963年に愛媛県今治市の日本基督教団今治教会に赴任する。今治教会の週報に二年間連載した「ちいろば」という自伝が加筆されて、1968年に出版される。1975年今治教会を辞任して、アシュラム運動のために、近江八幡市に移り、アシュラム・センターの主幹になる。アシュラム運動の普及のために、台湾、アメリカ、ブラジルなどを回る。1977年、アシュラム運動のためにアメリカに向かう途中に肝炎が悪化して、ロサンゼルスの病院に入院する。7月27日、52歳で肝炎のために死去する。

## 著書
- 「今は恵みの時 教会暦による小黙想集』日本基督教団出版局 1965
- 『ちいろば』(1968)聖灯社
- 『道に生きる イエスとともに』講談社 1970
- 『ちいろば余滴』聖燈社 1972
- 『教会づくり入門 (現代キリスト教双書)教文館 1972
- 『ふつか分のパン ちいろば牧師の告白』聖燈社 1974
- 『祈りと瞑想への道』聖灯社、1976
- 『旧約聖書一日一章』主婦の友社 1977　『ちいろば牧師の一日一章 旧約聖書篇』マナブックス, 2011
- 『新約聖書一日一章』主婦の友社 1980
- 『わたしの出会った人々』聖灯社、1983
- 『ちいろばの心 親から子子から孫へ手渡しの信仰』榎本恵 共著 マナブックス 2005
- 『榎本保郎 (日本の説教)日本キリスト教団出版局 2007
- 『聴くこと祈ること』いのちのことば社 2017